# Bloc g du tableau périodique
Le bloc g est un bloc du tableau périodique constitué des éléments chimiques hypothétiques dont la configuration électronique serait caractérisée par une sous-couche de plus haute énergie de type g, correspondant au nombre quantique azimutal ℓ = 4. Ce bloc contiendrait la famille, également hypothétique, des superactinides, située sur une 8e période du tableau périodique. La lettre g a été choisie pour désigner ce bloc simplement parce qu'elle suit la lettre f dans l'ordre alphabétique.
Si une sous-couche g contient 18 éléments, le nombre d'éléments constituant le bloc g n'est pas connu avec certitude. Une extrapolation de la règle de Klechkowski, dans l'esprit du concept des actinides de Glenn Seaborg, conduit à définir le bloc g par les 18 éléments de numéro atomique 121 à 138, tandis que la méthode de Hartree-Fock place dans le bloc g les 22 éléments de numéro atomique 121 à 142 : les incertitudes de cette nature rendent aléatoire toute tentative d'extension du tableau périodique au-delà de la 7e période.
| Sous-couche 5g | 121Ubu | 122Ubb | 123Ubt | 124Ubq | 125Ubp | 126Ubh | 127Ubs | 128Ubo | 129Ube | 130Utn | 131Utu | 132Utb | 133Utt | 134Utq | 135Utp | 136Uth | 137Uts | 138Uto | 139Ute | 140Uqn | 141Uqu | 142Uqb |

| Élément chimique | Élément chimique | Élément chimique | Par Klechkowski   | Par Fricke & Stoff[2]                                | Par Umemoto et Saito[3] |
| ---------------- | ---------------- | ---------------- | ----------------- | ---------------------------------------------------- | ----------------------- |
| 121              | Ubu              | Unbiunium        | [Og] 8s2 5g1      | [Og] 8s2 1⁄2 8p1 ⁄2                                  | [Og] 8s2 8p1            |
| 122              | Ubb              | Unbibium         | [Og] 8s2 5g2      | [Og] 8s2 1⁄2 7d1 3⁄2 8p1 ⁄2                          | [Og] 8s2 8p2            |
| 123              | Ubt              | Unbitrium        | [Og] 8s2 5g3      | [Og] 8s2 1⁄2 6f1 5⁄2 7d1 3⁄2 8p1 ⁄2                  | [Og] 8s2 6f1 7d1 8p1    |
| 124              | Ubq              | Unbiquadium      | [Og] 8s2 5g4      | [Og] 8s2 1⁄2 6f3 5⁄2 8p1 ⁄2                          | [Og] 8s2 6f2 8p2        |
| 125              | Ubp              | Unbipentium      | [Og] 8s2 5g5      | [Og] 8s2 1⁄2 5g1 7⁄2 6f3 5⁄2 8p1 ⁄2                  | [Og] 8s2 6f4 8p1        |
| 126              | Ubh              | Unbihexium       | [Og] 8s2 5g6      | [Og] 8s2 1⁄2 5g2 7⁄2 6f2 5⁄2 7d1 8p1 ⁄2              | [Og] 8s2 5g1 6f4 8p1    |
| 127              | Ubs              | Unbiseptium      | [Og] 8s2 5g7      | [Og] 8s2 1⁄2 5g3 7⁄2 6f2 5⁄2 8p2 1⁄2                 | [Og] 8s2 5g2 6f3 8p2    |
| 128              | Ubo              | Unbioctium       | [Og] 8s2 5g8      | [Og] 8s2 1⁄2 5g4 7⁄2 6f2 5⁄2 8p2 1⁄2                 | [Og] 8s2 5g3 6f3 8p2    |
| 129              | Ube              | Unbiennium       | [Og] 8s2 5g9      | [Og] 8s2 1⁄2 5g5 7⁄2 6f2 5⁄2 8p2 1⁄2                 | [Og] 8s2 5g4 6f3 8p2    |
| 130              | Utn              | Untrinilium      | [Og] 8s2 5g10     | [Og] 8s2 1⁄2 5g6 7⁄2 6f2 5⁄2 8p2 1⁄2                 | [Og] 8s2 5g5 6f3 8p2    |
| 131              | Utu              | Untriunium       | [Og] 8s2 5g11     | [Og] 8s2 1⁄2 5g7 ⁄2 6f2 5⁄2 8p2 1⁄2                  | [Og] 8s2 5g6 6f3 8p2    |
| 132              | Utb              | Untribium        | [Og] 8s2 5g12     | [Og] 8s2 1⁄2 5g8 7⁄2 6f2 5⁄2 8p2 1⁄2                 | n.d.                    |
| 133              | Utt              | Untritrium       | [Og] 8s2 5g13     | [Og] 8s2 1⁄2 5g8 7⁄2 6f3 5⁄2 8p2 1⁄2                 | n.d.                    |
| 134              | Utq              | Untriquadium     | [Og] 8s2 5g14     | [Og] 8s2 1⁄2 5g8 7⁄2 6f4 5⁄2 8p2 1⁄2                 | n.d.                    |
| 135              | Utp              | Untripentium     | [Og] 8s2 5g15     | [Og] 8s2 1⁄2 5g8 7⁄2 5g1 9⁄2 6f4 5⁄2 8p2 1⁄2         | n.d.                    |
| 136              | Uth              | Untrihexium      | [Og] 8s2 5g16     | [Og] 8s2 1⁄2 5g8 7⁄2 5g2 9⁄2 6f4 5⁄2 8p2 1⁄2         | n.d.                    |
| 137              | Uts              | Untriseptium     | [Og] 8s2 5g17     | [Og] 8s2 1⁄2 5g8 7⁄2 5g3 9⁄2 6f3 5⁄2 7d1 3⁄2 8p2 1⁄2 | n.d.                    |
| 138              | Uto              | Untrioctium      | [Og] 8s2 5g18     | [Og] 8s2 1⁄2 5g8 7⁄2 5g4 9⁄2 6f3 5⁄2 7d1 3⁄2 8p2 1⁄2 | n.d.                    |
| 139              | Ute              | Untriennium      | [Og] 8s2 5g18 6f1 | [Og] 8s2 1⁄2 5g8 7⁄2 5g5 9⁄2 6f2 5⁄2 7d2 3⁄2 8p2 1⁄2 | n.d.                    |
| 140              | Uqn              | Unquadnilium     | [Og] 8s2 5g18 6f2 | [Og] 8s2 1⁄2 5g8 7⁄2 5g6 9⁄2 6f3 5⁄2 7d1 3⁄2 8p2 1⁄2 | n.d.                    |
| 141              | Uqu              | Unquadunium      | [Og] 8s2 5g18 6f3 | [Og] 8s2 1⁄2 5g8 7⁄2 5g7 9⁄2 6f2 5⁄2 7d2 3⁄2 8p2 1⁄2 | n.d.                    |
| 142              | Uqb              | Unquadbium       | [Og] 8s2 5g18 6f4 | [Og] 8s2 1⁄2 5g8 7⁄2 5g8 9⁄2 6f2 5⁄2 7d2 3⁄2 8p2 1⁄2 | n.d.                    |